# Championnats de Belgique d'athlétisme 2018

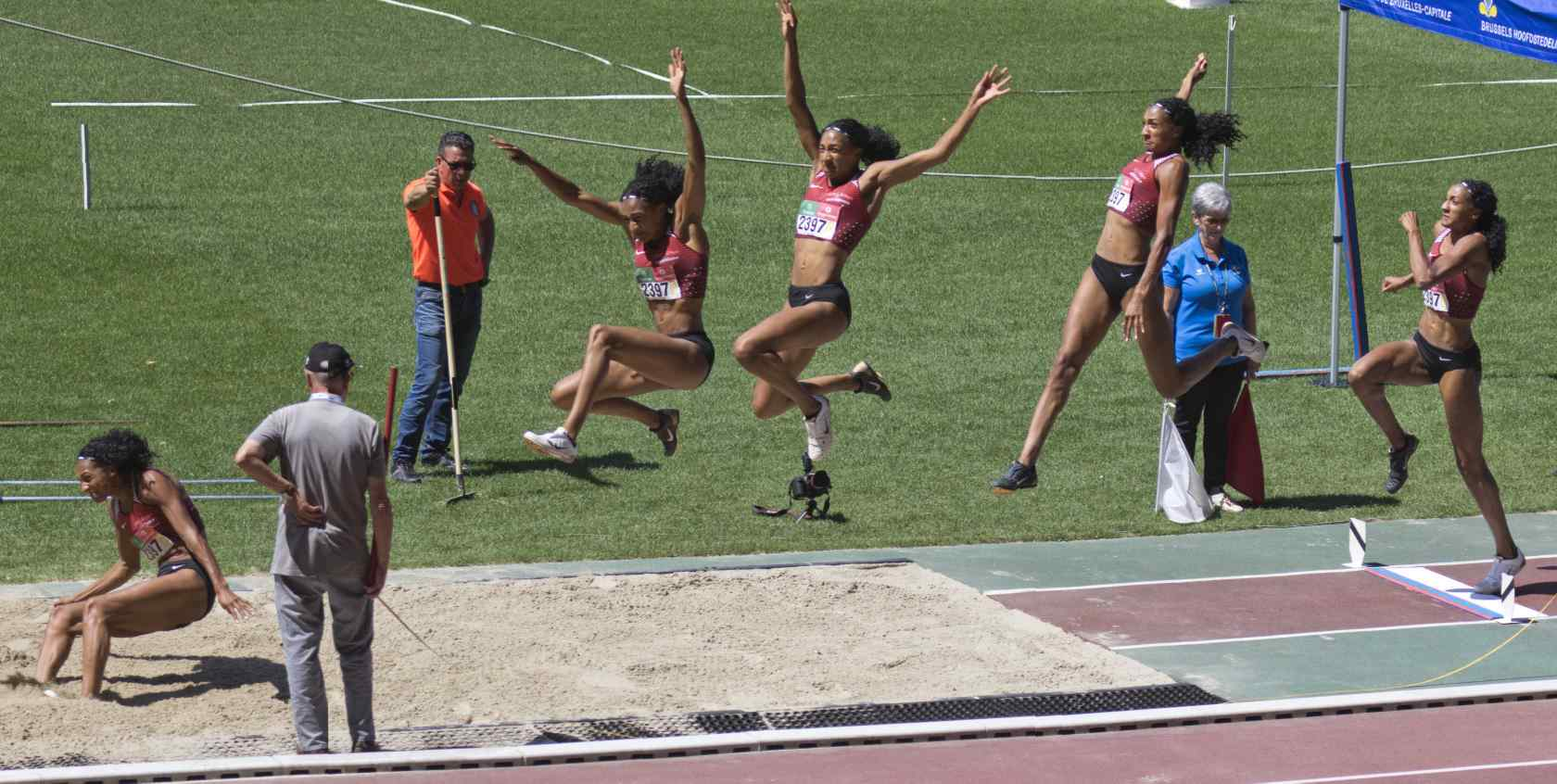
Championnats de Belgique d'athlétisme 2018

Les Championnats de Belgique d'athlétisme 2018 toutes catégories se sont tenus les 7 et 8 juillet au stade Roi Baudouin à Bruxelles.
Le 10 000 m hommes et femmes et le 3 000 m steeple femmes se sont déroulés séparément à Naimette-Xhovémont le 5 mai. Les épreuves de lancer de marteau ont eu lieu à Nivelles . Il s'agissait de la réunion de sélection pour la Belgique aux Championnats d'Europe d'athlétisme 2018 .

## Résultats courses

### 100 m
| rang               | athlète            | temps   |
| ------------------ | ------------------ | ------- |
| Médaille d'or      | Andreas Vranken    | 10 s 49 |
| Médaille d'argent  | Guelord Kola Biasu | 10 s 50 |
| Médaille de bronze | Jean-Marie Louis   | 10 s 53 |

| rang               | athlète        | temps   |
| ------------------ | -------------- | ------- |
| Médaille d'or      | Manon Depuydt  | 11 s 72 |
| Médaille d'argent  | Laures Bauwens | 11 s 99 |
| Médaille de bronze | Elise Mehuys   | 12 s 03 |

### 200 m
| rang               | athlète         | temps   |
| ------------------ | --------------- | ------- |
| Médaille d'or      | Jonathan Borlée | 20 s 78 |
| Médaille d'argent  | Kobe Vleminckx  | 20 s 96 |
| Médaille de bronze | Arnout Matthijs | 21 s 15 |

| rang               | athlète         | temps   |
| ------------------ | --------------- | ------- |
| Médaille d'or      | Cynthia Bolingo | 23 s 68 |
| Médaille d'argent  | Lucie Ferauge   | 24 s 10 |
| Médaille de bronze | Elise Mehuys    | 24 s 32 |

### 400 m
| rang               | athlète            | temps   |
| ------------------ | ------------------ | ------- |
| Médaille d'or      | Kévin Borlée       | 45 s 52 |
| Médaille d'argent  | Dylan Borlée       | 45 s 55 |
| Médaille de bronze | Robin Vanderbemden | 46 s 09 |

| rang               | athlète         | temps   |
| ------------------ | --------------- | ------- |
| Médaille d'or      | Marlien De Jans | 54 s 92 |
| Médaille d'argent  | Ine Hugaerts    | 56 s 40 |
| Médaille de bronze | Marie Fickers   | 56 s 57 |

### 800 m
| rang               | athlète         | temps         |
| ------------------ | --------------- | ------------- |
| Médaille d'or      | Aaron Botterman | 1 min 46 s 89 |
| Médaille d'argent  | Thomas Engels   | 1 min 50 s 10 |
| Médaille de bronze | Arthur Bruyneel | 1 min 50 s 30 |

| rang               | athlète          | temps         |
| ------------------ | ---------------- | ------------- |
| Médaille d'or      | Lotte Hellinckx  | 2 min 11 s 22 |
| Médaille d'argent  | Elea Henrard     | 2 min 11 s 39 |
| Médaille de bronze | Riet Vanfleteren | 2 min 11 s 91 |

### 1 500 m
| rang               | athlète        | temps         |
| ------------------ | -------------- | ------------- |
| Médaille d'or      | Pieter Claus   | 3 min 53 s 94 |
| Médaille d'argent  | Ali Hamdi      | 3 min 54 s 32 |
| Médaille de bronze | Michael Somers | 3 min 54 s 43 |

| rang               | athlète         | temps         |
| ------------------ | --------------- | ------------- |
| Médaille d'or      | Sofie Van Accom | 4 min 18 s 12 |
| Médaille d'argent  | Lisa Rooms      | 4 min 24 s 22 |
| Médaille de bronze | Vanessa Scaunet | 4 min 28 s 54 |

### 5 000 m
| rang               | athlète        | temps          |
| ------------------ | -------------- | -------------- |
| Médaille d'or      | Jennen Mortier | 14 min 20 s 11 |
| Médaille d'argent  | Thomas De Bock | 14 min 22 s 51 |
| Médaille de bronze | Kim Ruell      | 14 min 23 s 11 |

| rang               | athlète             | temps          |
| ------------------ | ------------------- | -------------- |
| Médaille d'or      | Nina Lauwaert       | 16 min 14 s 25 |
| Médaille d'argent  | Hanne Verbruggen    | 16 min 32 s 61 |
| Médaille de bronze | Hanna Vandenbussche | 16 min 38 s 41 |

### 10 000 m
Le championnat de 10 000 m se déroule à Naimette-Xhovémont le 5 mai 2018.
| rang               | athlète           | temps          |
| ------------------ | ----------------- | -------------- |
| Médaille d'or      | Nick Van Peborgh  | 29 min 46 s 87 |
| Médaille d'argent  | Stijn De Vulder   | 30 min 9 s 58  |
| Médaille de bronze | Clément Deflandre | 30 min 24 s 32 |

| rang               | athlète          | temps          |
| ------------------ | ---------------- | -------------- |
| Médaille d'or      | Hanne Verbruggen | 35 min 11 s 55 |
| Médaille d'argent  | Kim Geypen       | 35 min 18 s 98 |
| Médaille de bronze | Maureen Kramer   | 36 min 16 s 14 |

## Résultats obstacles

### 110 m haies/100 m haies
| rang               | athlète              | temps   |
| ------------------ | -------------------- | ------- |
| Médaille d'or      | Dylan Caty           | 14 s 11 |
| Médaille d'argent  | Denis Hanjoul        | 14 s 18 |
| Médaille de bronze | Jordi Van Den Eynden | 14 s 26 |

| rang               | athlète        | temps   |
| ------------------ | -------------- | ------- |
| Médaille d'or      | Eline Berings  | 12 s 98 |
| Médaille d'argent  | Anne Zagré     | 13 s 15 |
| Médaille de bronze | Sarah Missinne | 13 s 33 |

### 400 m haies
| rang               | athlète          | temps   |
| ------------------ | ---------------- | ------- |
| Médaille d'or      | Romain Nicodème  | 51 s 49 |
| Médaille d'argent  | Dylan Owusu      | 51 s 67 |
| Médaille de bronze | Jasper De Vooght | 52 s 58 |

| rang               | athlète                 | temps   |
| ------------------ | ----------------------- | ------- |
| Médaille d'or      | Hanne Claes             | 55 s 20 |
| Médaille d'argent  | Margo Van Puyvelde (nl) | 56 s 13 |
| Médaille de bronze | Justien Grillet         | 56 s 31 |

### 3 000 m steeple
Le championnat de 3 000 m steeple féminin s'est déroulé à Naimette-Xhovémont le 5 mai 2018.
| rang               | athlète           | temps         |
| ------------------ | ----------------- | ------------- |
| Médaille d'or      | Clément Deflandre | 8 min 57 s 87 |
| Médaille d'argent  | Mathijs Casteele  | 9 min 5 s 34  |
| Médaille de bronze | Jill De Brauwer   | 9 min 13 s 33 |

| rang               | athlète              | temps          |
| ------------------ | -------------------- | -------------- |
| Médaille d'or      | Elke Godden          | 10 min 58 s 59 |
| Médaille d'argent  | Jolien Van Hoorebeke | 11 min 24 s 82 |
| Médaille de bronze | Charlotte Sijmens    | 11 min 36 s 76 |

## Résultats sauts

### Saut en longueur
| rang               | athlète           | marque |
| ------------------ | ----------------- | ------ |
| Médaille d'or      | Corentin Campener | 7,66 m |
| Médaille d'argent  | François Grailet  | 7,56 m |
| Médaille de bronze | Vincent Stas      | 7,43 m |

| rang               | athlète          | marque |
| ------------------ | ---------------- | ------ |
| Médaille d'or      | Nafissatou Thiam | 6,60 m |
| Médaille d'argent  | Hanne Maudens    | 6,51 m |
| Médaille de bronze | Bo Nijs          | 5,74 m |

### Triple saut
| rang               | athlète        | marque  |
| ------------------ | -------------- | ------- |
| Médaille d'or      | Leopold Kapata | 15,73 m |
| Médaille d'argent  | Nicolas Thomas | 14,80 m |
| Médaille de bronze | Gregory Geerts | 14,68 m |

| rang               | athlète          | marque  |
| ------------------ | ---------------- | ------- |
| Médaille d'or      | Sietske Lenchant | 12,63 m |
| Médaille d'argent  | Saliyya Guisse   | 12,58 m |
| Médaille de bronze | Elsa Loureiro    | 12,27 m |

### Saut en hauteur
| rang               | athlète      | marque |
| ------------------ | ------------ | ------ |
| Médaille d'or      | Bram Ghuys   | 2,24 m |
| Médaille d'argent  | Giebe Algoet | 2,07 m |
| Médaille de bronze | Brett Jacobs | 2,04 m |

| rang               | athlète           | marque |
| ------------------ | ----------------- | ------ |
| Médaille d'or      | Claire Orcel      | 1,91 m |
| Médaille d'argent  | Hanne Van Hessche | 1,77 m |
| Médaille de bronze | Eline Nenin       | 1,71 m |

### Saut à la perche
| rang               | athlète          | marque |
| ------------------ | ---------------- | ------ |
| Médaille d'or      | Arnaud Art       | 5,40 m |
| Médaille d'argent  | Ben Broeders     | 5,30 m |
| Médaille de bronze | Frederik Ausloos | 5,30 m |

| rang               | athlète         | marque |
| ------------------ | --------------- | ------ |
| Médaille d'or      | Aurélie De Ryck | 4,20 m |
| Médaille d'argent  | Chloé Henry     | 4,20 m |
| Médaille de bronze | Melanie Vissers | 4,10 m |

## Résultats lancers

### Lancer du poids
| rang               | athlète             | marque  |
| ------------------ | ------------------- | ------- |
| Médaille d'or      | Philip Milanov      | 17,29 m |
| Médaille d'argent  | Matthias Quintelier | 16,77 m |
| Médaille de bronze | Stijn Spilliaert    | 15,91 m |

| rang               | athlète          | marque  |
| ------------------ | ---------------- | ------- |
| Médaille d'or      | Yoika De Pauw    | 13,47 m |
| Médaille d'argent  | Hanne Maudens    | 13,06 m |
| Médaille de bronze | Sophie Verlinden | 12,89 m |

### Lancer du disque
| rang               | athlète          | marque  |
| ------------------ | ---------------- | ------- |
| Médaille d'or      | Philip Milanov   | 63,39 m |
| Médaille d'argent  | Edwin Nys        | 53,11 m |
| Médaille de bronze | Stijn Spilliaert | 50,82 m |

| rang               | athlète            | marque  |
| ------------------ | ------------------ | ------- |
| Médaille d'or      | Katelijne Lyssens  | 50,71 m |
| Médaille d'argent  | Babette Vandeput   | 49,86 m |
| Médaille de bronze | Anouska Hellebuyck | 49,47 m |

### Lancer du javelot
| rang               | athlète         | marque  |
| ------------------ | --------------- | ------- |
| Médaille d'or      | Timothy Herman  | 75,62 m |
| Médaille d'argent  | Jarne Duchateau | 64,67 m |
| Médaille de bronze | Michael Boa     | 64,67 m |

| rang               | athlète        | marque  |
| ------------------ | -------------- | ------- |
| Médaille d'or      | Pauline Smal   | 46,89 m |
| Médaille d'argent  | Nele Meylemans | 45,26 m |
| Médaille de bronze | Yoika De Pauw  | 43,94 m |

### Lancer du marteau
| rang               | athlète            | marque  |
| ------------------ | ------------------ | ------- |
| Médaille d'or      | Remi Malengreaux   | 61,86 m |
| Médaille d'argent  | Stef Vanbroekhoven | 60,32 m |
| Médaille de bronze | Walter De Wyngaert | 53,62 m |

| rang               | athlète               | marque  |
| ------------------ | --------------------- | ------- |
| Médaille d'or      | Vanessa Sterckendries | 65,69 m |
| Médaille d'argent  | Ilke Lagrou           | 54,19 m |
| Médaille de bronze | Wege Vanbaelenberghe  | 50,36 m |

## Sources
- Ligue belge francophone d'athlétisme
- Ligue belge flamande d'athlétisme
- Résultats